# Lycée Nanisana
Le lycée Nanisana est un établissement public d'enseignement secondaire malgache fondé en 1975 à Antananarivo. Il accueille des élèves de la seconde à la terminale et prépare au baccalauréat malgache.

## Historique
La décision de créer un nouveau pôle de scolarisation correspond à la nécessité d'augmenter l'offre scolaire, en raison du nombre croissant de la population due à l’immigration des habitants venus des sous-préfectures avoisinantes. Le lycée a ouvert en 1975, sur un site historique où fut célébré, à la fin du XVIIIe siècle, le mariage de Ravaonimerinasoa, fille du roi Andrianampoinimerina (1787-1810) avec Andrianamboatsimarofy. Avant d'être un lycée, le bâtiment avait abrité une gare routière, desservant les parties orientale et méridionale de Madagascar. 

### Période contemporaine
Le lycée est situé dans le quartier Iadiambola Nanisana (5e arrondissement). Ce lycée affiche en 2013 les meilleurs taux de réussite au baccalauréat malgache, soit 75 %.

### Les bâtiments
Le lycée possède 34 salles de classe aménagées, ainsi qu'une bibliothèque, une salle informatique avec une connexion internet, une salle d'étude et un terrain de sport. Le campus est organisé sur cinq bâtiments, dont l'un est réservé à l'administration.

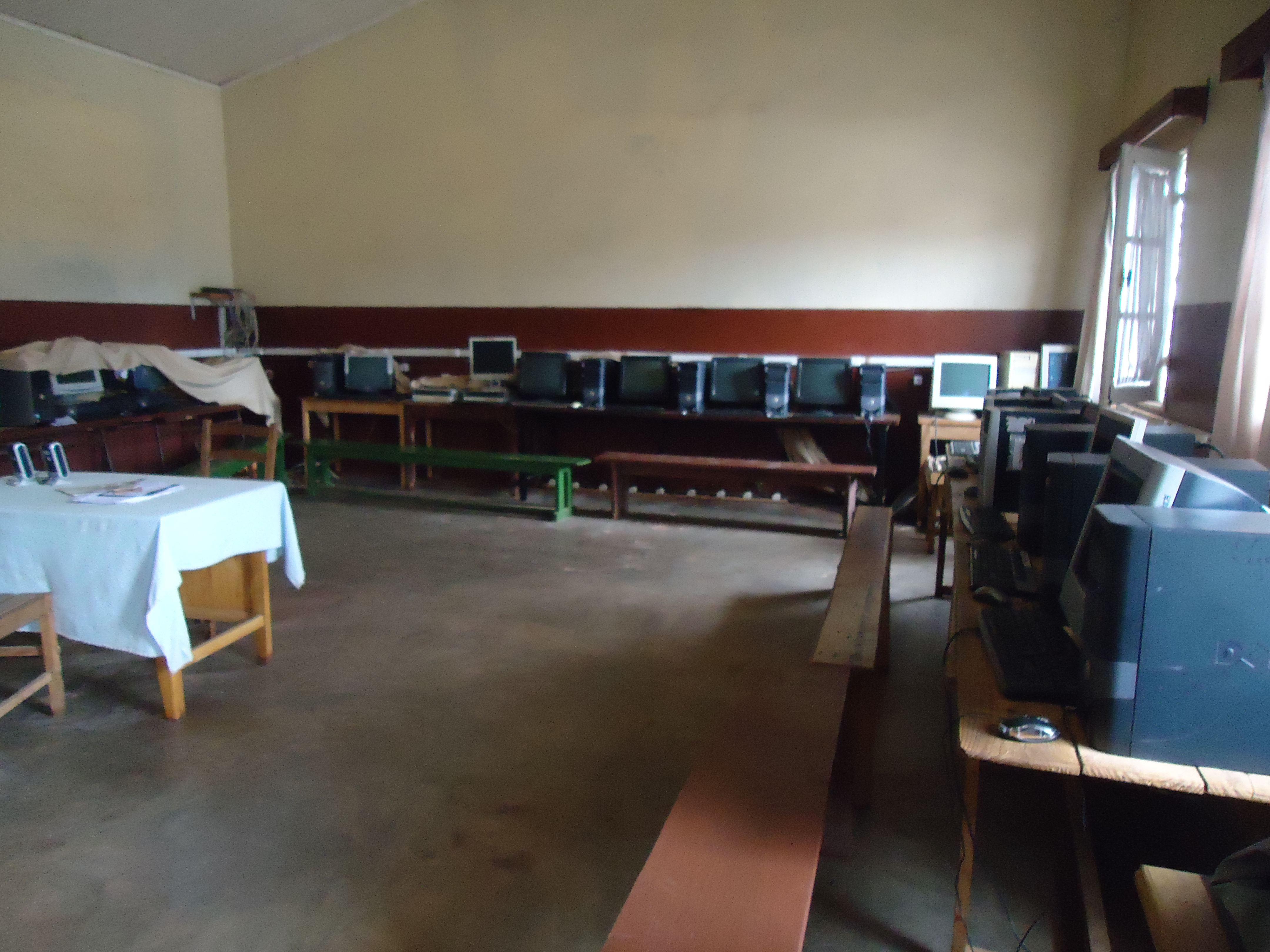
Salle informatique
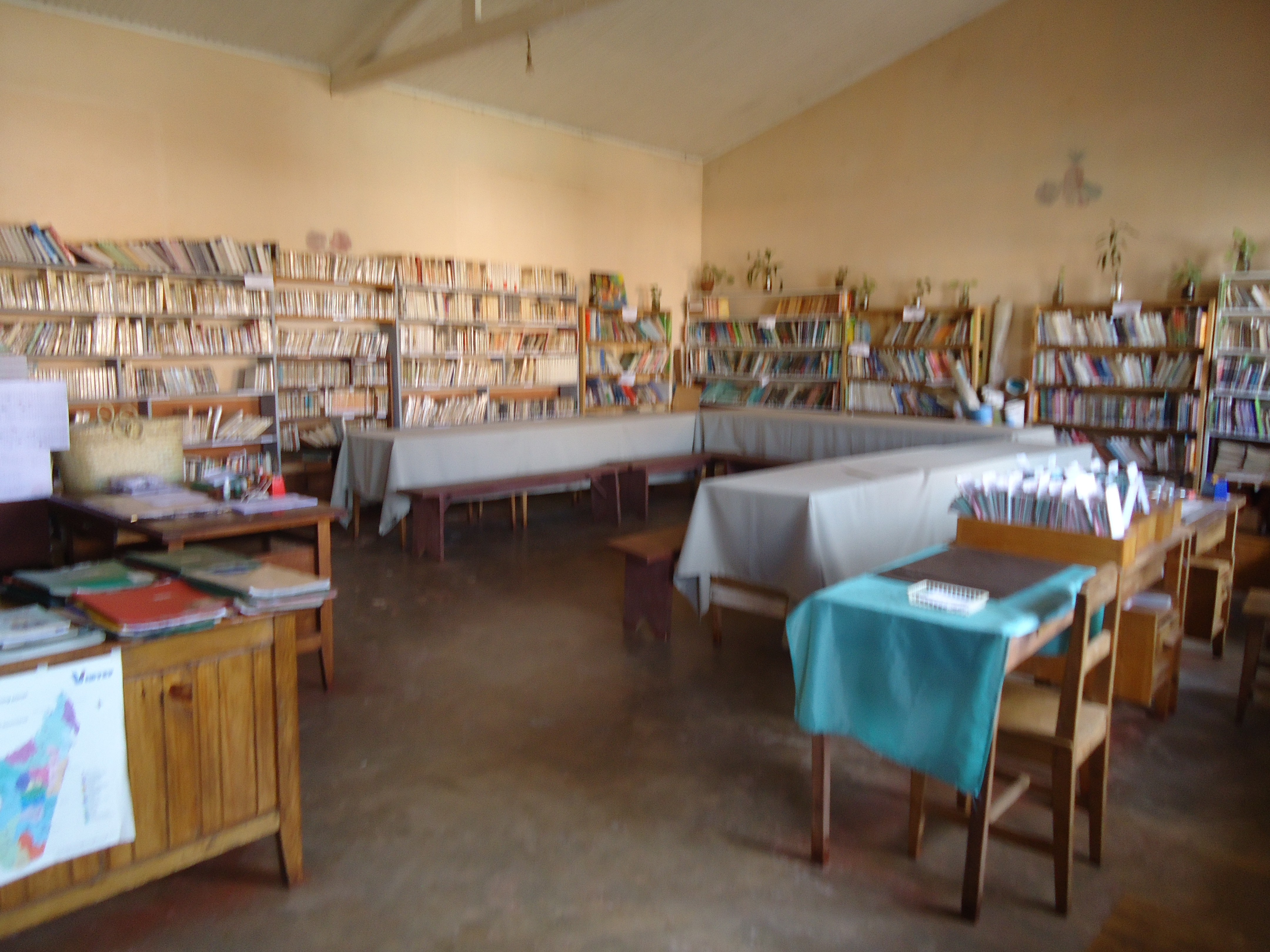
CDI
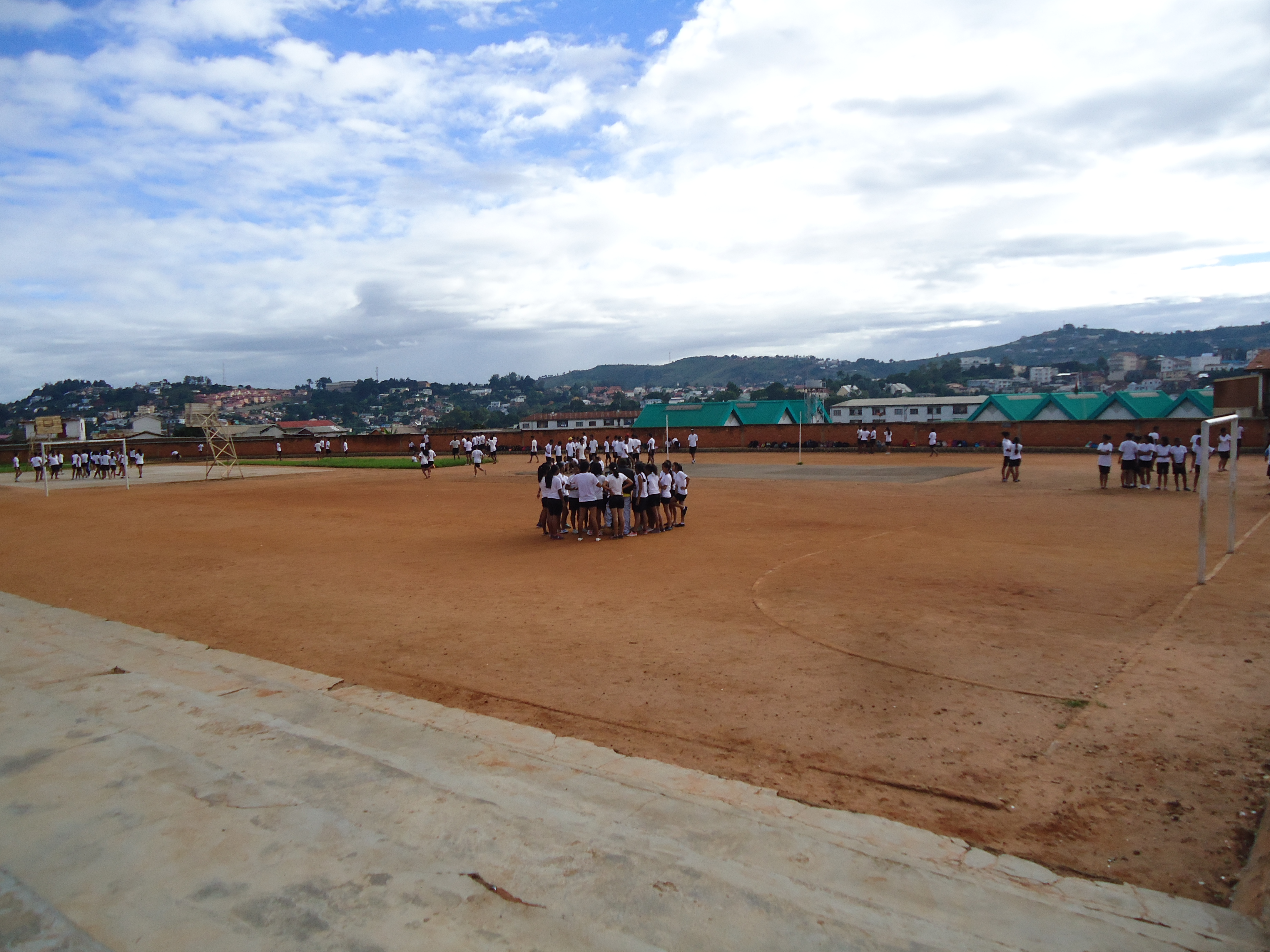
terrain de sport
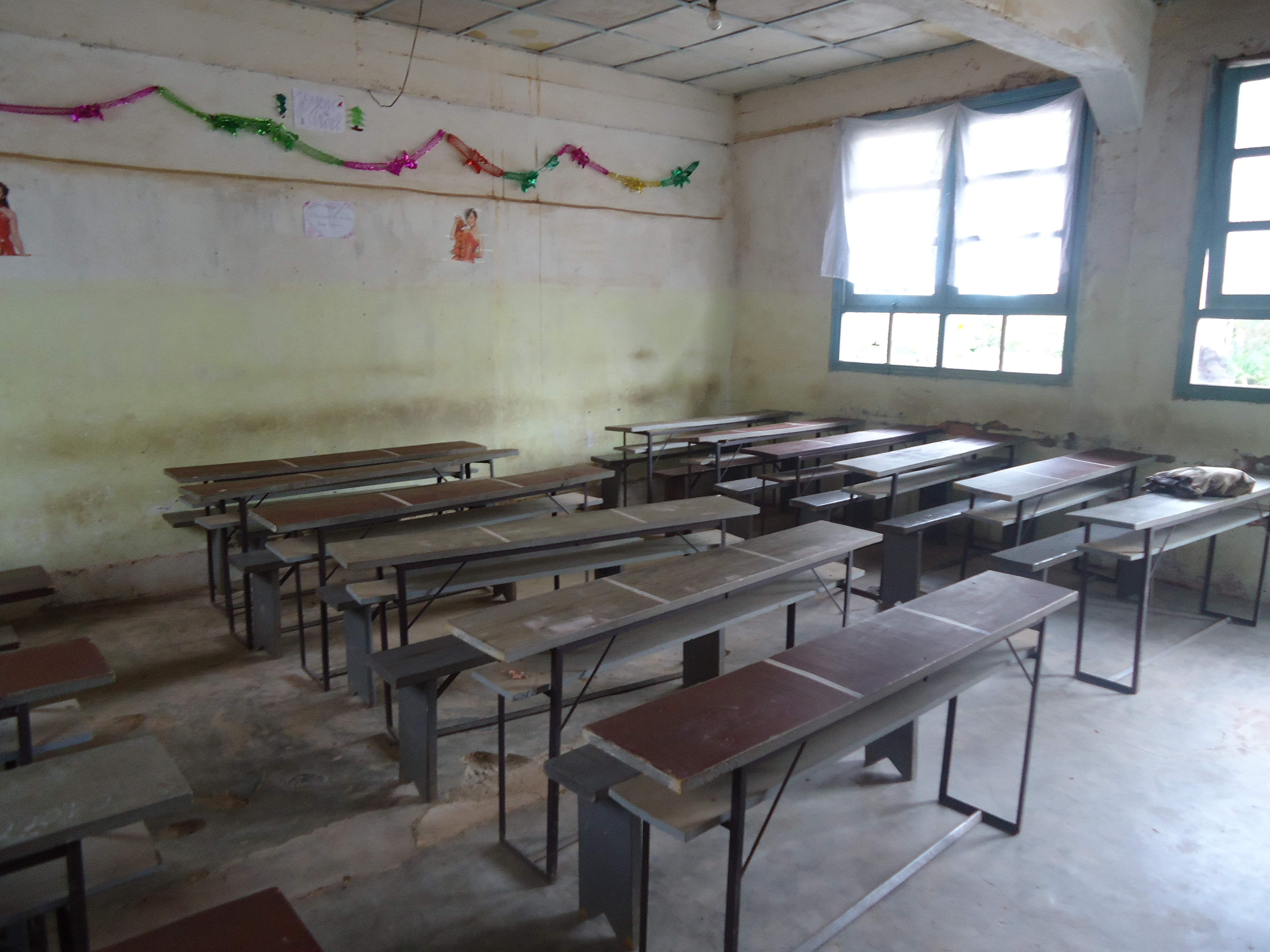
salle de classe
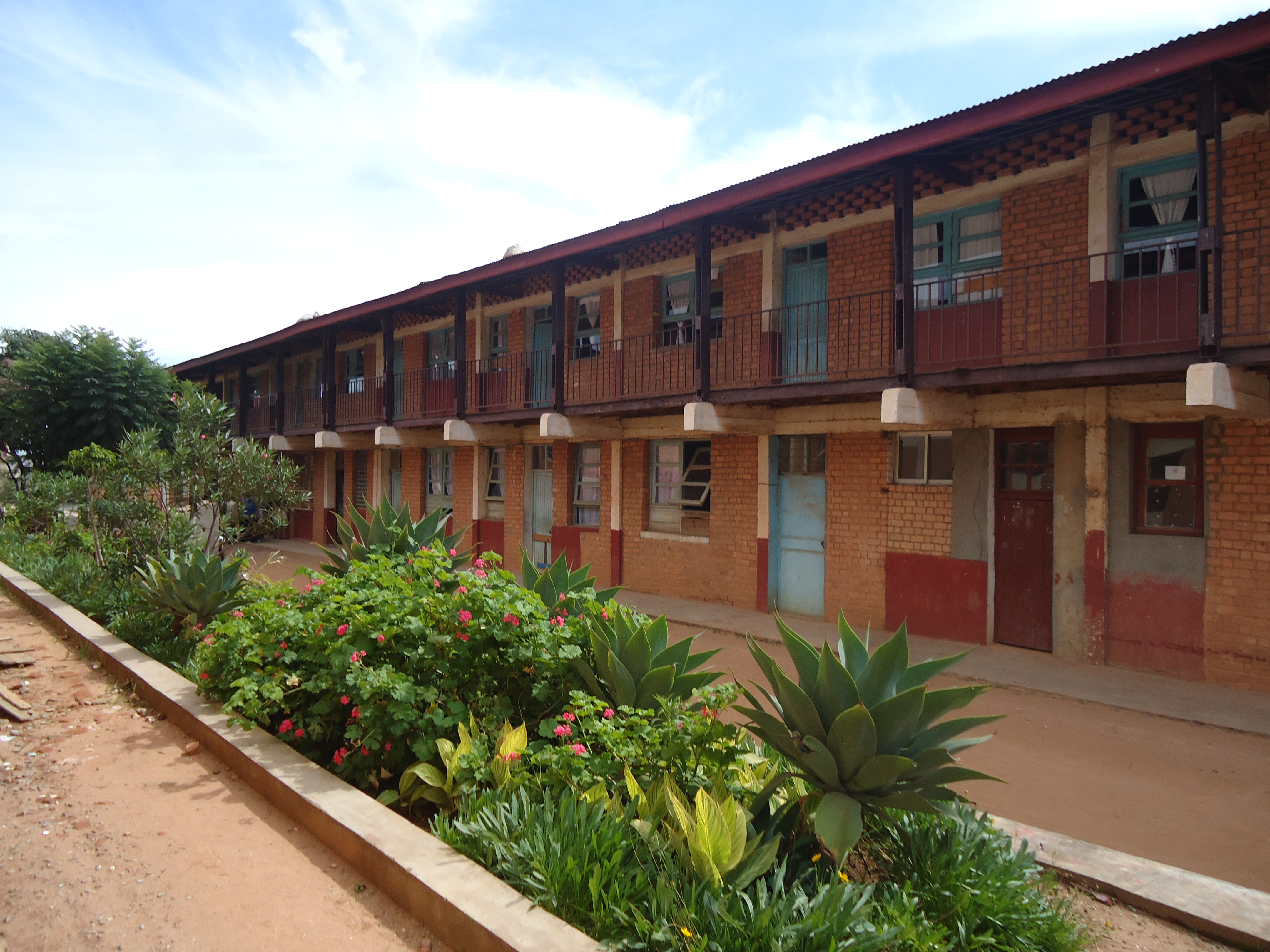
bâtiment

### Structure pédagogique
Le lycée affiche aujourd’hui un nombre aux environs de 1 700 élèves, en augmentation par rapport aux effectifs de 2013 qui étaient de 1 544 élèves.
| Niveau | Nombre de classes | Nombre d’élèves |
| ------ | ----------------- | --------------- |
| 2de    | 13                | 751             |
| 1re    | 9                 | 431             |
| Tle    | 7                 | 362             |
| Total  | 28                | 1 544           |

## Les partenariats pédagogiques et institutionnels
Le lycée coopère avec plusieurs partenaires, notamment la France, par le biais de relations avec le département de La Réunion, et le Japon.

### Partenariat avec le département de La Réunion
Depuis 2013, le Conseil général de La Réunion par le biais de La MAPEF, met à la disposition du lycée Nanisana des animateurs en français afin de renforcer la francophonie en favorisant la communication (expression théâtrale , ateliers d’écriture, jeux, chansons, etc. ) et préparer les élèves aux différents concours qui ont lieu sur Madagascar comme "la compétition nationale de français" ou "Dis-moi dix mots", concours de création littéraire. 
C'est en premier lieu au lycée de Nanisana que le dispositif des AELF (animateurs en langue française) a été expérimenté, au regard de son succès, il a été exporté dans d'autres lycées de l'Île comme dans le lycée Gallieni d'Andohalo.
C'est dans un esprit de mobilité que La Réunion met en place ce dispositif et afin que les jeunes découvrent Madagascar qui est la plus grande île de l'océan Indien, la France et La Réunion sont les premiers partenaires en matière de coopération à Madagascar qui est un pays francophone et francophile et tout le maintien de la francophonie se fait par le biais de La Réunion qui est département français.
Le lycée a ainsi accueilli des représentants français, notamment Roland Robert du Conseil général de La Réunion et Véronique de Rohan-Chabot, du service de coopération et d’action Culturelle de l'Ambassade de France à Tananarive, qui ont offert des ouvrages scolaires et du matériel didactique, afin de doter le club d'outils nécessaires à son animation :

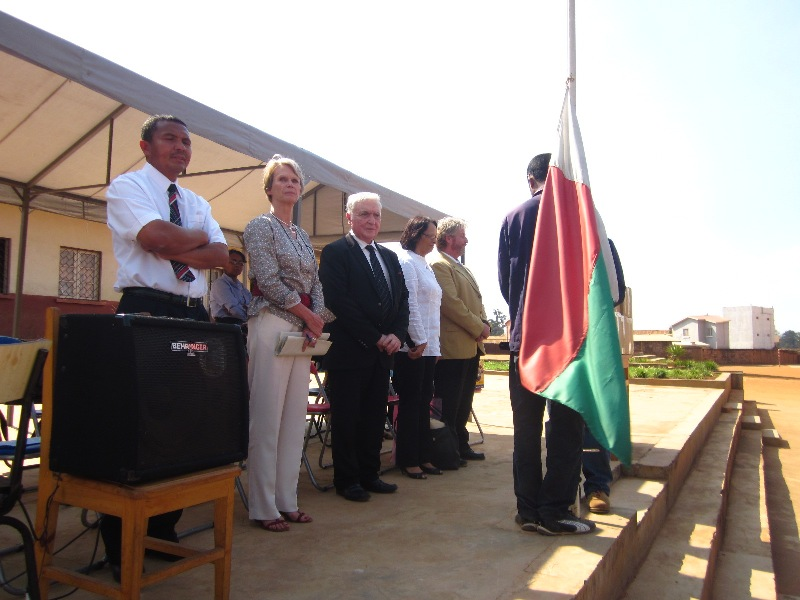
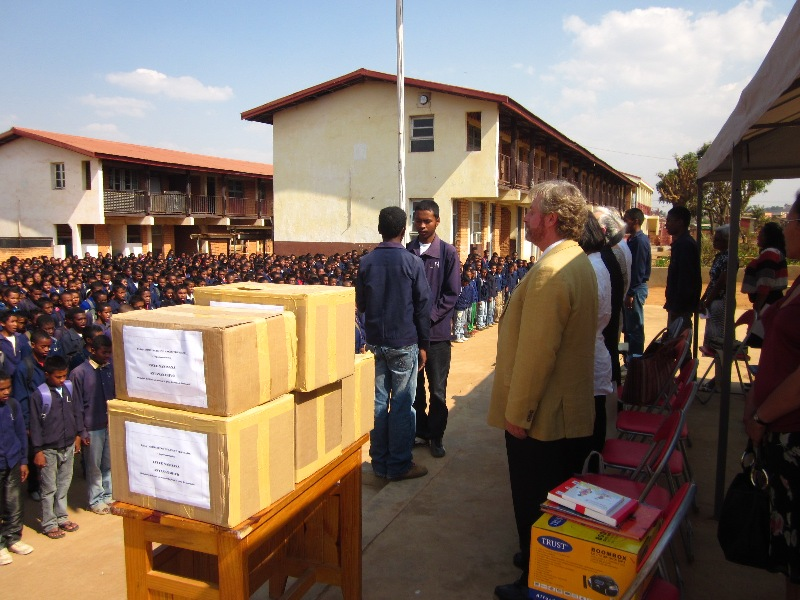
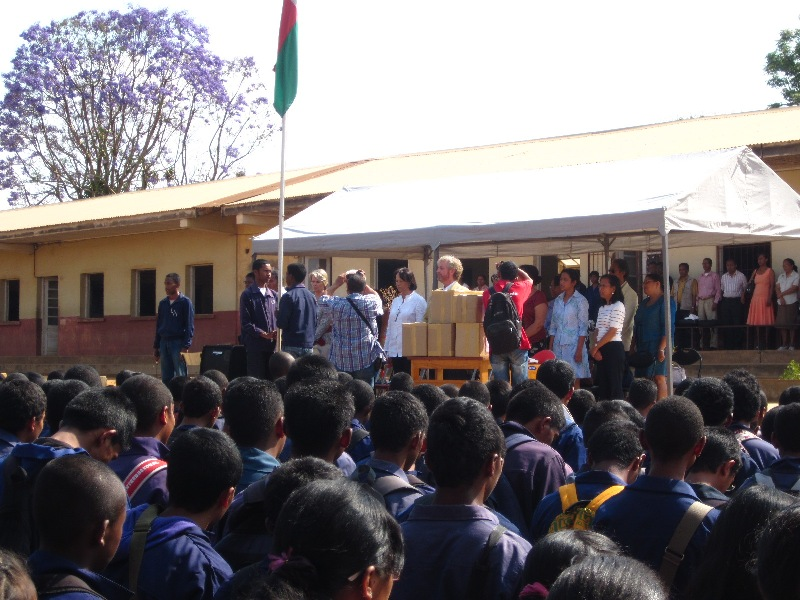
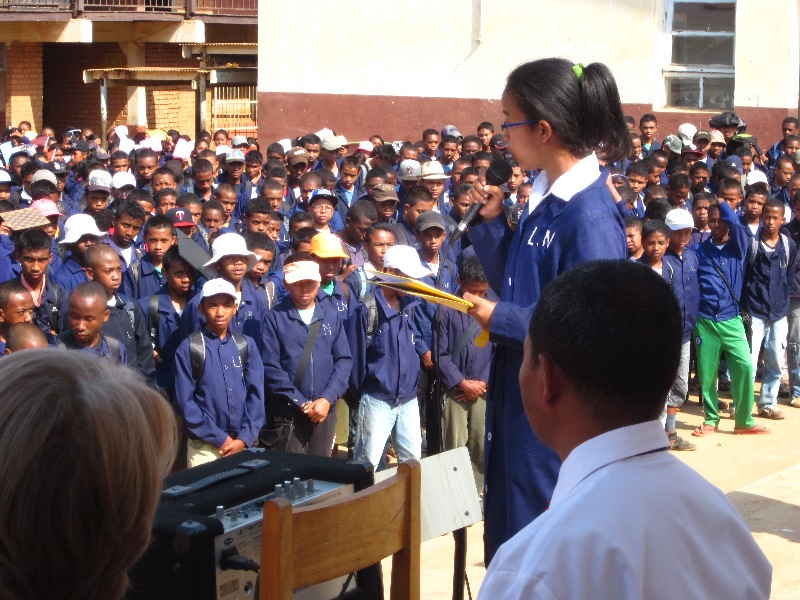
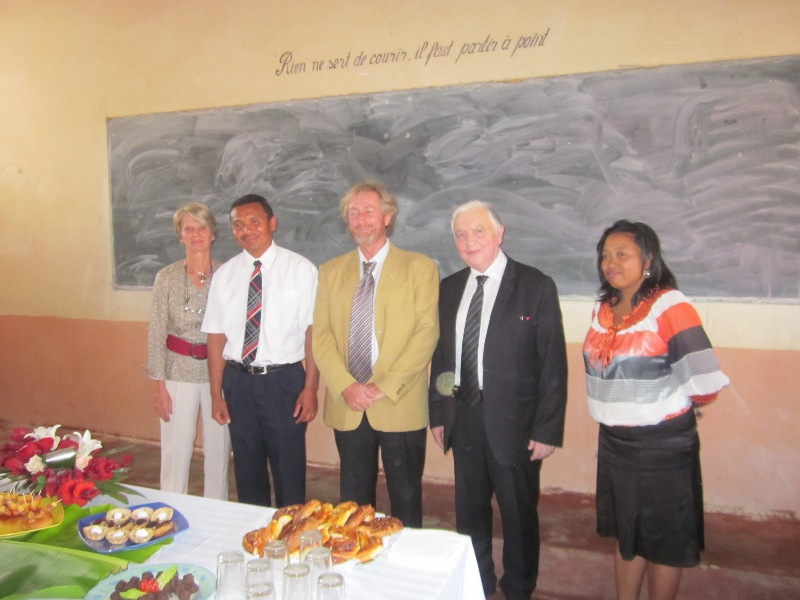

### Partenariat avec le Japon
Aussi depuis 2013, le test d'aptitude en japonais (JLPT : The Japanese Language Proficiency Test) se déroule dans ce lycée avec la coopération de l'Ambassade du Japon, cet examen est la plus grande épreuve de langue japonaise au monde[réf. nécessaire].
Le chargé d'affaires de l'ambassade du Japon M. Takanari Kakuda s'est rendu en personne pour féliciter le travail effectué dans le lycée et apporter son soutien. Le premier soutien a été de financer la construction d'un nouveau bâtiment, une grande cérémonie a eu lieu le 17 octobre 2014 pour son inauguration :

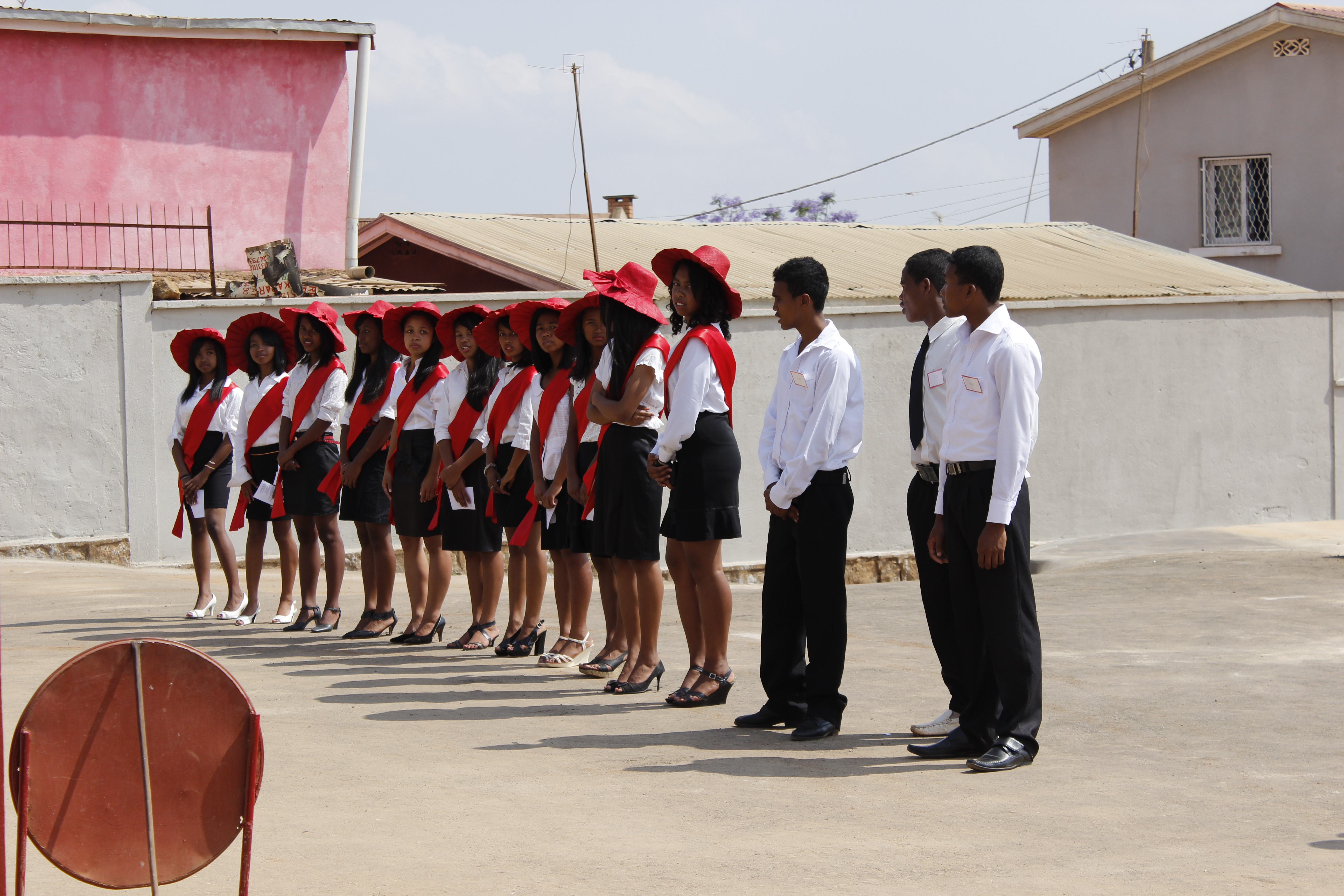
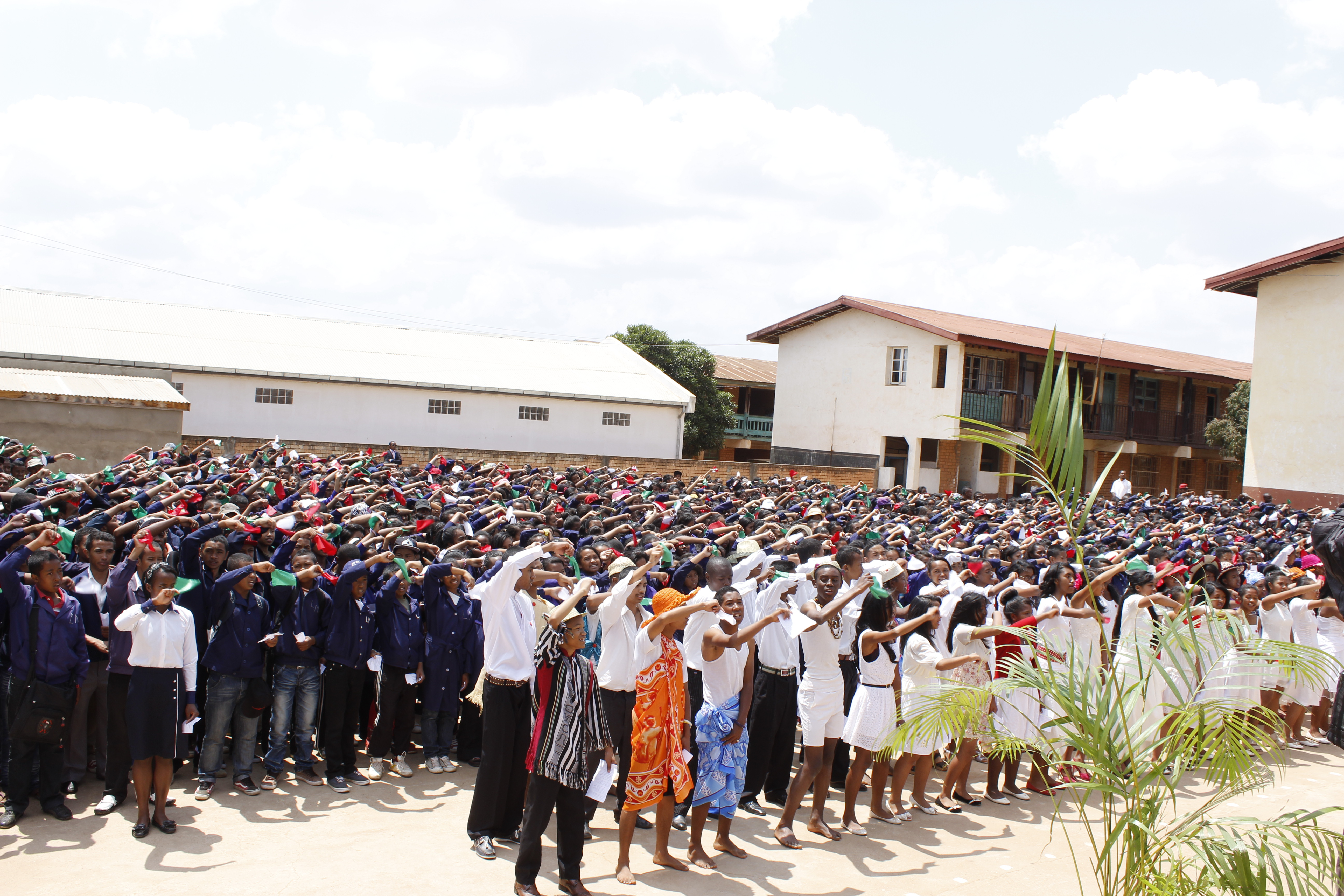
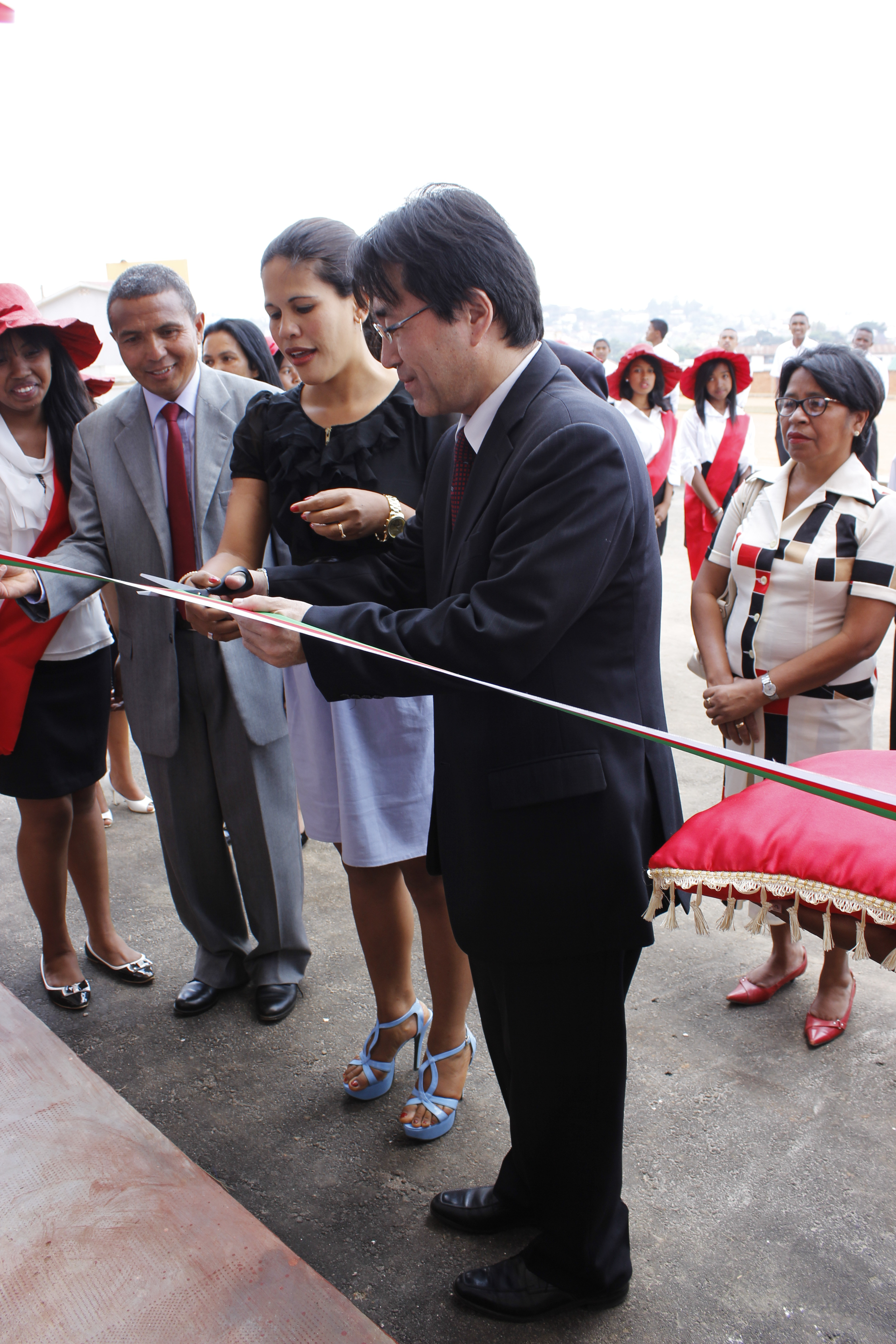
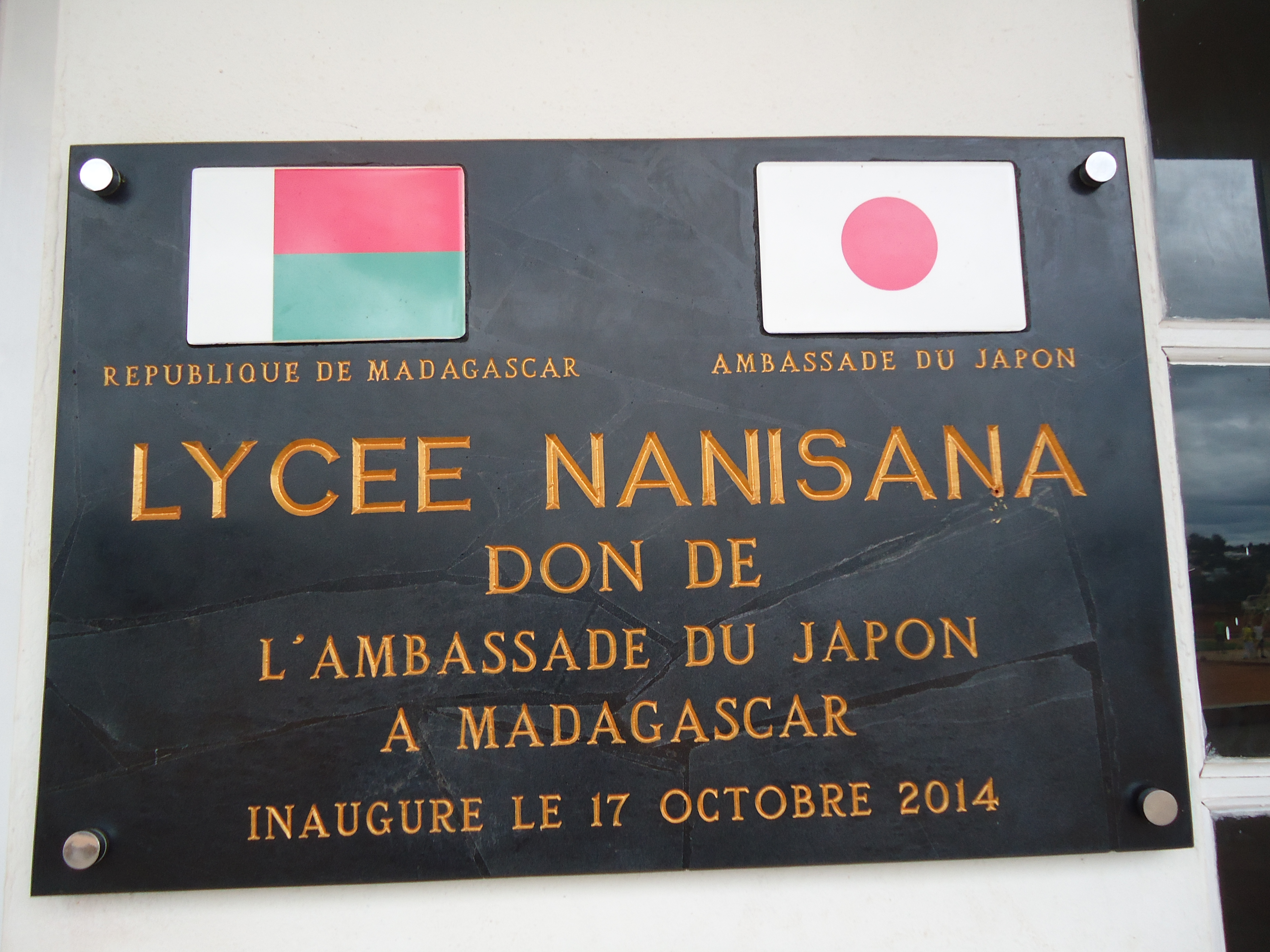
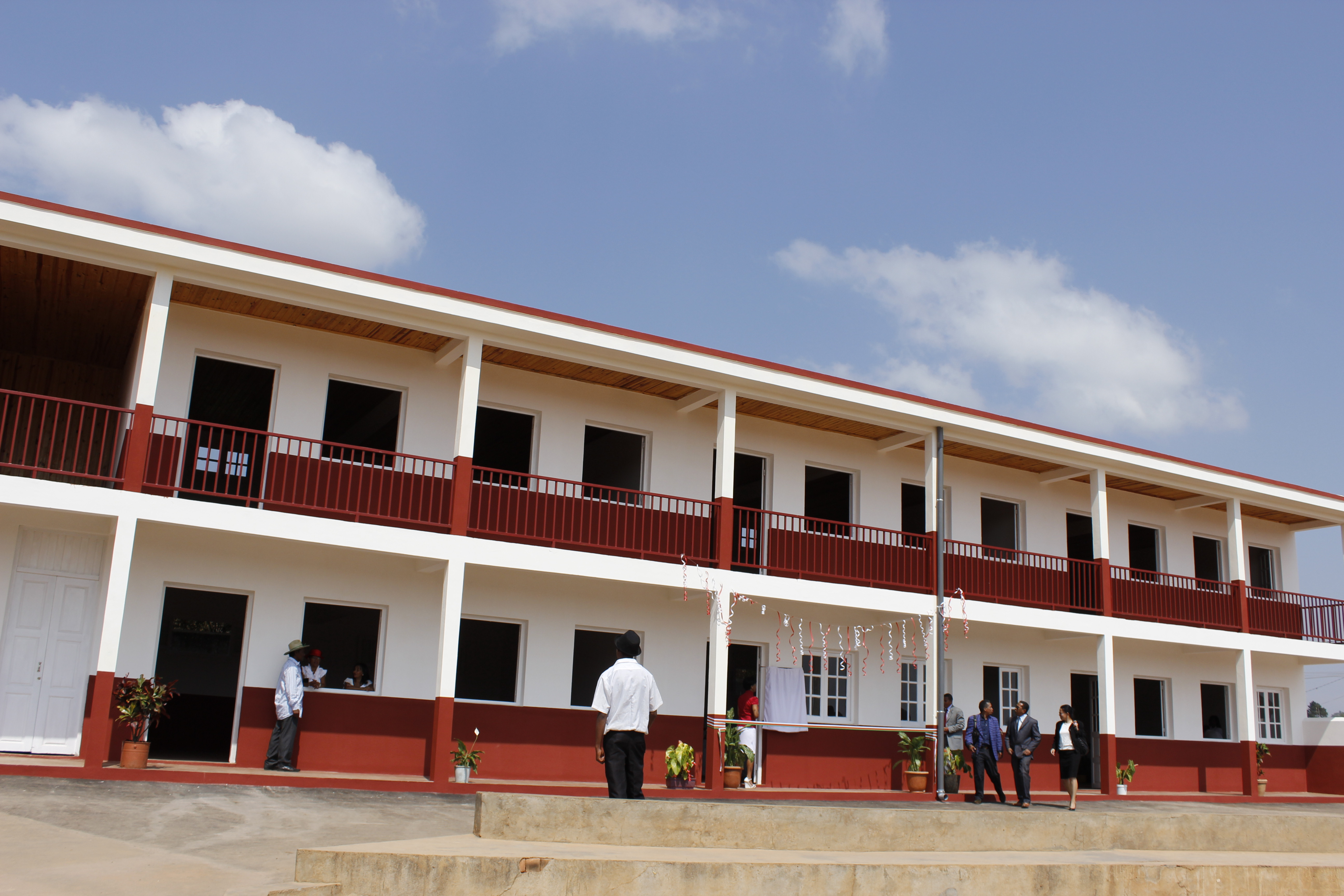
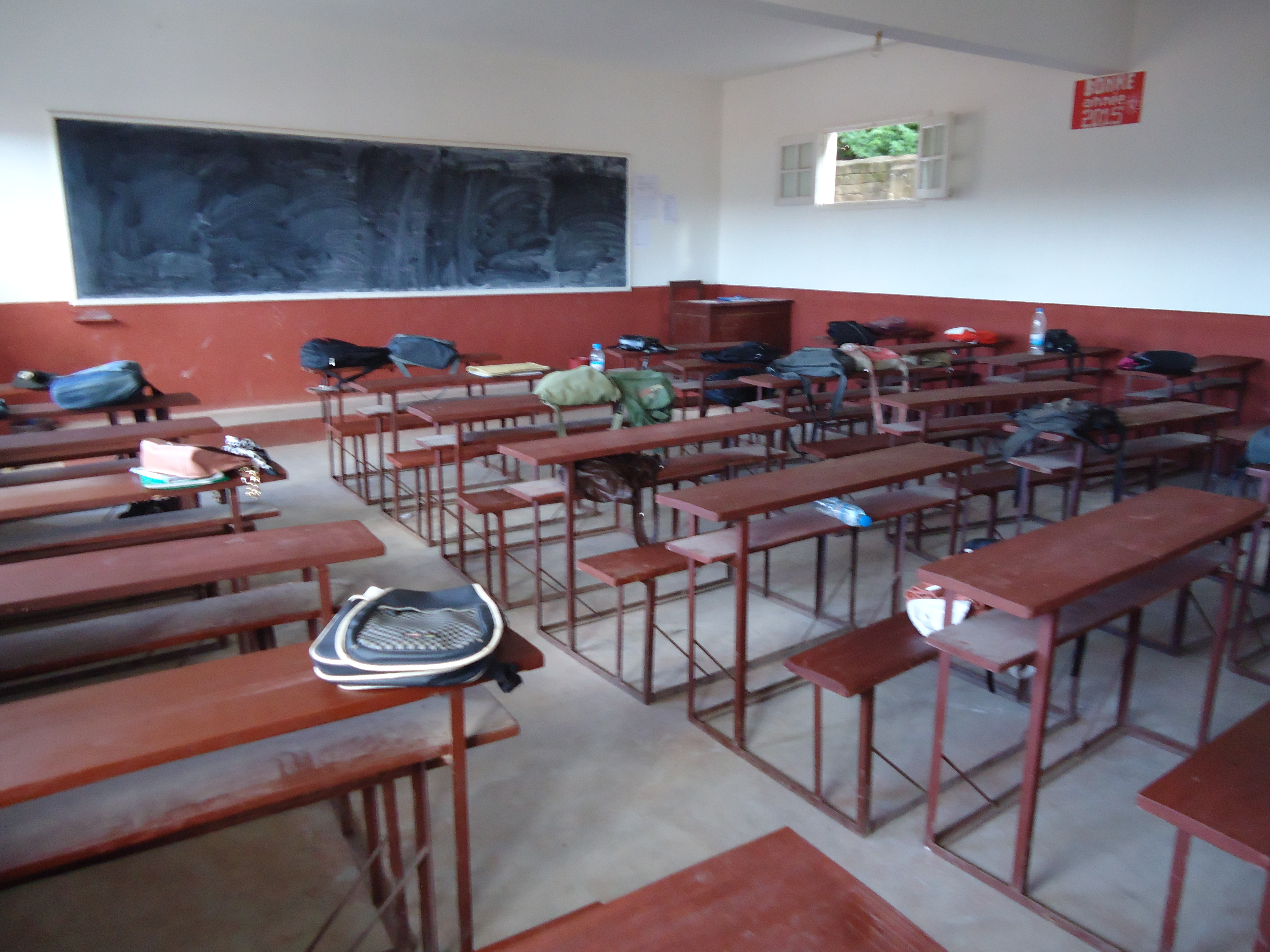

## Annexe

### Liens vidéos
- Animateurs club de français
- Enseignement du français
- Le Conseil Général de La Réunion, francophonie à Madagascar
- Dis-moi dix mots